# Дуткевич Юліан
Дуткевич Юліан (9 січня 1857, Львів — 23 січня 1925, Дмитрів) — український церковний і громадський діяч, греко-католицький священник, фахівець у галузі бджільництва. Довголітній парох села Дуб'я на Брідщині.

## Біографія
Народився у Львові 9 січня 1857 року. Висвячений на одруженого священника у 1880 році. Працював на парафіях у селах Лукавиця нижня (адміністратор парафії, 1882—1883), Покрівці (адміністратор парафії, 1883—1886), Дуб'є (парох, 1886—1921) і Дмитрів (парох, 1921—1925). Упродовж 1917—1921 років був адміністратором Підкамінецького деканату.
Ініціатор й засновник 1898 р. першого українського хліборобського товариства «Сільський Господар»; автор популярних статей і розвідок з ділянки сільського господарства, зокрема пасічництва.
Автор збірки оповідань «Цвіти і будяки» під псевдонімом Е. Варнич.